# Watertoren (Lopik)
De watertoren in Lopik is ontworpen door bouwbedrijf MABEG en werd gebouwd in 1936 aan de Damweg.
De watertoren heeft een hoogte van 47 meter en had één waterreservoir met een inhoud van 400 m³.
Nadat de toren overbodig geworden was in deze is 2022 omgebouwd tot woongebouw. In de toren zijn 6 woningen, een Bed & Breakfast en een multifunctionele ruimte gehuisvest . Daartoe is aan de westzijde van de toren een aanbouw gerealiseerd met lift- en trappenhuis. Tevens zijn aan die zijde balkons gehangen. 
Amersfoort ·
Baarn ·
Bilthoven ·
Breukelen ·
Bunnik ·
Doorn ·
Lopik ·
Maarsbergen ·
Maarssen ·
Meerkerk ·
Mijdrecht ·
Nieuwegein ·
Oudewater ·
Rhenen ·
Soest ·
Soestdijk ·
Utrecht (Amsterdamsestraatweg 380 ·
Heuveloord ·
De Inktpot ·
Neckardreef ·
Spoorwegmuseum ·
Riouwstraat ·
Lauwerhof) ·
Vianen ·
Woerden ·
Woudenberg ·
Zeist